# Брусевиц, Эллен
Эллен Мария Брусевиц (до замужества — Хольмстрём; швед. Ellen Maria Brusewitz (Holmström); 10 ноября 1878, Йёнчёпинг — 17 мая 1952, Стокгольм) — шведская теннисистка. Участница летних Олимпийских игр 1912 года.

## Биография
Эллен Брусевиц родилась 10 ноября 1878 года в шведском городе Йёнчёпинг.
Начала заниматься теннисом в Йёнчёпингском клубе лаун-тенниса. В 1909 году вместе с мужем переехала в Стокгольм, после чего стала выступать за местный Королевский клуб лаун-тенниса.
В 1912 году вошла в состав сборной Швеции на летних Олимпийских играх в Стокгольме. В женском одиночном разряде на открытых кортах в 1/8 финала проиграла Маргарете Седершёльд из Швеции — 6:8, 6:8.
Умерла 17 мая 1952 года в Стокгольме. Похоронена на Северном кладбище в Стокгольме.

## Семья
Младшая сестра — Анни Хольмстрём (1880—1953), шведская теннисистка. Участница летних Олимпийских игр 1912 года.
Муж — Элис Брусевиц, военнослужащий. Поженились в сентябре 1900 года. В 1909 году был переведён на службу в Генеральный штаб в Стокгольм.